# Bertrand (Missouri)
Bertrand és una població dels Estats Units a l'estat de Missouri. Segons el cens del 2000 tenia 740 habitants.

## Demografia
Segons el cens del 2000, Bertrand tenia 740 habitants, 316 habitatges, i 207 famílies. La densitat de població era de 432,9 habitants per km².
Dels 316 habitatges en un 21,5% hi vivien nens de menys de 18 anys, en un 52,2% hi vivien parelles casades, en un 13% dones solteres, i en un 34,2% no eren unitats familiars. En el 29,7% dels habitatges hi vivien persones soles el 13% de les quals corresponia a persones de 65 anys o més que vivien soles. El nombre mitjà de persones vivint en cada habitatge era de 2,17 i el nombre mitjà de persones que vivien en cada família era de 2,66.
Per edats la població es repartia de la següent manera: un 17% tenia menys de 18 anys, un 7,6% entre 18 i 24, un 24,6% entre 25 i 44, un 27,6% de 45 a 60 i un 23,2% 65 anys o més.
L'edat mediana era de 46 anys. Per cada 100 dones de 18 o més anys hi havia 80,6 homes.
La renda mediana per habitatge era de 26.023 $ i la renda mediana per família de 32.833 $. Els homes tenien una renda mediana de 24.643 $ mentre que les dones 21.042 $. La renda per capita de la població era de 15.346 $. Entorn del 14,6% de les famílies i el 15,4% de la població estaven per davall del llindar de pobresa.

## Poblacions properes
El següent diagrama mostra les poblacions més properes.